# Eleição municipal de Assis em 2012
A eleição municipal de Assis em 2012 foi realizada em 7 de outubro com o intuito de eleger um prefeito, vice-prefeito e 15 vereadores no município de Assis, pertencente ao Estado de São Paulo. Ela foi finalizada no primeiro turno, tendo sido eleito, numa disputa com outros 6 candidatos, Ricardo Pinheiro (PSDB) como prefeito, com 29,21% dos votos válidos. O segundo colocado foi José Fernandes (PT) com 23,61% dos votos, seguido por Márcio Veterinário (PSD), Kiko Binato (PMDB), Márcio Santilli (PPS), Ângela Canassa (PHS) e João Rosa (DEM). A vice-prefeita eleita foi Dra. Lenilda (PSDB).A disputa para a ocupação das 15 vagas para a Câmara Municipal de Assis envolveu a participação de 40 candidatos. O candidato com a maior votação foi Matiolli do Procon (2.604 votos), representando 5,39% dos votos válidos.

## Antecedentes
Na eleição municipal de 2008, Ézio Spera, do DEM, derrotou a candidata do PT, Ana Maria Rodrigues de Carvalho, no primeiro turno. Este pleito foi marcado por uma vitória devastadora, pois esse ganhou com 83,60% dos votos válidos no primeiro turno eleitoral. O democrata foi eleito com 40.348 dos votos válidos em 2008.

## Eleitorado
Na eleição de 2012, estiveram aptos a votar 49.144 eleitores de Assis, o que correspondia a 91,16% da sua população.

## Candidatos
Foram candidatos à prefeitura em 2012: Ricardo Pinheiro (PSDB), José Fernandes (PT), Márcio Veterinário (PSD), Kiko Binato (PMDB), Márcio Santilli (PPS), Angela Canassa (PHS) e João Rosa (DEM). O primeiro foi eleito com 14.354 votos. Os votos em branco e nulos representam 4,44% (2.396) e 4,39% (2.367) dos eleitores, respectivamente.
| N.º | Candidato(a)             | Vice                  | Coligação                                                               |
| --- | ------------------------ | --------------------- | ----------------------------------------------------------------------- |
| 13  | José Fernandes (PT)      | Hélinho (PT)          | Sem coligação                                                           |
| 15  | Kiko Binato (PMDB)       | Bebel Dias (PSC)      | Unidos por Assis (PRB / PDT / PMDB / PSL / PSC / PR / PSDC / PSB / PRP) |
| 23  | Márcio Santilli (PPS)    | Nilton Araújo (PPS)   | Sem coligação                                                           |
| 25  | João Rosa                | DEM                   | Sem coligação                                                           |
| 31  | Ângela Canassa           | PHS                   | Coligação Renovar Pelo Progresso de Assis e Região (PHS / PTC)          |
| 45  | Ricardo Pinheiro (PSDB)  | Dra. Lenilda (PSDB)   | Assis como Você Sempre Quis (PP / PV / PSDB)                            |
| 55  | Márcio Veterinário (PSD) | Mario Romagnoli (PTB) | Avança Assis (PTB / PSD)                                                |

## Campanha
Um dos principais objetivos do prefeito Ricardo Pinheiro era fazer com que Assis voltasse a ser uma capital de referência. Em busca da eleição, o prefeito disse: "No nosso plano de metas e ações para os primeiros 120 dias de administração apresentaremos até dia 30 de abril um projeto para que possamos dar ao distrito industrial nos próximos anos a mínima infraestrutura necessária. Tendo esse projeto em mãos vamos buscar recursos junto ao governo do estado, no governo federal para que possamos resolver esse problema. O distrito existe há mais de 20 anos e pouco se foi feito. Queremos que nos próximos quatro anos tenhamos isso resolvido".

## Resultados

### Prefeito
Estes são os resultados da eleição em 7 de outubro de 2012.
| Candidato(a)             | Vice                        | 1º Turno 7 de outubro de 2012 | 1º Turno 7 de outubro de 2012 |
| Candidato(a)             | Vice                        | Votação                       | Votação                       |
|                          |                             | Total                         | Porcentagem                   |
| ------------------------ | --------------------------- | ----------------------------- | ----------------------------- |
| Ricardo Pinheiro (PSDB)  | Dr. Lenilda (PSDB)          | 14.354                        | 29,21%                        |
| José Fernandes (PT)      | Hélinho (PT)                | 11.601                        | 23,61%                        |
| Márcio Veterinário (PSD) | Mario Romagnoli (PTB)       | 8.990                         | 18,29%                        |
| Kiko Binato (PMDB)       | Bebel Dias (PSC)            | 5.800                         | 11,80%                        |
| Marcio Santilli (PPS)    | Nilton Araújo (PPS)         | 3.546                         | 7,22%                         |
| Angela Canassa (PHS)     | Pastor Claudinho (PHS)      | 2.930                         | 5,96%                         |
| João Rosa (DEM)          | Professora Diva Rocha (DEM) | 1.923                         | 3,91                          |
| Total de votos válidos   | Total de votos válidos      | 49.144                        | 91,16%                        |
| Votos em branco          | Votos em branco             | 2.396                         | 4,44%                         |
| Votos nulos              | Votos nulos                 | 2.367                         | 4,39%                         |

### Vereador
Dos 15 vereadores eleitos, 3 eram, em 2012, da base de Ricardo Pinheiro.
| Resultado da eleição para a Câmara Municipal de Assis em 2012 por candidato. | Resultado da eleição para a Câmara Municipal de Assis em 2012 por candidato. | Resultado da eleição para a Câmara Municipal de Assis em 2012 por candidato. |
| Candidato                                                                    | Partido                                                                      | Votos                                                                        |
| ---------------------------------------------------------------------------- | ---------------------------------------------------------------------------- | ---------------------------------------------------------------------------- |
| Mattioli do Procon                                                           | PSC                                                                          | 2.604                                                                        |
| Eduardo Camargo - Camarguinho                                                | PSDB                                                                         | 1.521                                                                        |
| Alexandre Cachorrão                                                          | PSD                                                                          | 1.511                                                                        |
| Pastor Edinho                                                                | PSC                                                                          | 1.253                                                                        |
| Capitão Coelho                                                               | PSDB                                                                         | 1.147                                                                        |
| Português Reinaldo Nunes                                                     | PT                                                                           | 1.136                                                                        |
| Sargento Valmir Dionizio                                                     | PSC                                                                          | 1.070                                                                        |
| Gordinho da Farmacia                                                         | PHS                                                                          | 1.004                                                                        |
| Adriano Romagnoli                                                            | PTB                                                                          | 982                                                                          |
| José Luiz Garcia                                                             | PT                                                                           | 953                                                                          |
| Timba                                                                        | DEM                                                                          | 927                                                                          |
| Arlindo do Raio X                                                            | PSD                                                                          | 894                                                                          |
| Bentinho do Bar                                                              | PSC                                                                          | 854                                                                          |
| Cristiano Santili                                                            | PTB                                                                          | 765                                                                          |

| Votos válidos   | Votos válidos   | 48.292 | 89,58% |
| Votos nulos     | Votos nulos     | 2.431  | 4,51%  |
| Votos em branco | Votos em branco | 3.184  | 5,91%  |
| --------------- | --------------- | ------ | ------ |